# Wilmersdorfer Straße (metropolitana di Berlino)
La stazione di Wilmersdorfer Straße è una stazione della metropolitana di Berlino, sulla linea U7. Prende il nome dall'omonima via.

## Storia
La stazione di Wilmersdorfer Straße fu progettata come parte del prolungamento della linea 7 dall'allora capolinea di Fehrbelliner Platz a Richard-Wagner-Platz; tale tratta venne aperta all'esercizio il 28 aprile 1978.

## Strutture e impianti
Si tratta di una stazione sotterranea a due binari, uno per ogni senso di marcia, serviti da una banchina centrale ad isola lunga 110 m e larga 12.
La parte centrale della struttura di stazione è predisposta per l'incrocio con un'eventuale seconda linea corrente in direzione est-ovest sotto la Kantstraße.
Al di sopra del piano dei binari si trova un ampio piano mezzanino, che in origine era collegato alla superficie da due coppie di scale mobili poste a nord e a sud della Kantstraße, che consentivano ai pedoni che percorrevano la Wilmersdorfer Straße di evitare l'attraversamento di quella strada; nel 2002 le scale mobili furono rimosse, e l'accesso nord murato.
Estremamente caratterizzante era la presenza in superficie di grandi tettoie che coprivano gli accessi alla stazione, e costituivano una sorta di simbolo della zona pedonale della Wilmersdorfer Straße; anch'esse scomparvero agli inizi del XXI secolo.
L'impianto è identificato dal codice "Wd" ed è posto a 562 m di distanza dalla stazione precedente (Bismarckstraße) e a 740 m da quella successiva (Adenauerplatz).
Il progetto architettonico della stazione fu elaborato da Rainer G. Rümmler, architetto capo di Berlino Ovest e si caratterizza per un particolare disegno delle piastrelle in ceramica poste dietro i binari, che nelle intenzioni dovrebbero ricordare i gigli presenti nello stemma di Wilmersdorf. Curiosamente, e analogamente ad altre stazioni berlinesi coeve, il nome della stazione è riportato in forma ortografica scorretta («Wilmersdorfer Strasse»).
L'architettura di questa stazione, e delle altre due decorate nello stesso stile (Jungfernheide e Mierendorffplatz) ricevette critiche molto negative dal mondo dell'architettura, dell'arte e della politica berlinesi.

## Interscambi
- Stazione ferroviaria (Berlin-Charlottenburg)[8]
- Fermata autobus